# Лехово (Валовищко)
Вижте пояснителната страница за други значения на Лехово.
Лѐхово (изписване до 1945 година: Лѣхово, форми на името Леово, Леоо, Ляово или Ляхово, на гръцки: Κρασοχώρι, Красохори, до 1927 година Λέχοβον, Леховон) е бивше село в Република Гърция, разположено на територията на дем Синтика, област Централна Македония.

## География
Лехово е село в историко-географската област Мървашко. Било е разположено северно от град Сяр (Серес) и град Валовища (Сидирокастро) в северозападното подножие на планината Алиботуш (Орвилос) на границата с България по течението на Леховската река (Дели крава).

## История

### Етимология
Според Йордан Н. Иванов името е най-вероятно от изчезнало лично име < *лех, *лях, заето от сръбски лех, поляк, тоест Лехово заедно с Ляхово и Лешко е свързано с името на поляците, тъй като във всички рударски центрове на Балканите през средновековието и първите два-три века османска власт, с добиването на метали се занимават изключително чужденци – саксонци, поляци.

### В Османската империя
Под имената Лехово и Лефево селото се споменава в османски данъчни регистри от 1611 - 1617 и 1623-1625 година, съответно със 186 и 167 християнски домакинства.

До края на XIX век Лехово е един от центровете на железодобивната индустрия в областта Мървашко. В селото се добивало магнетитов пясък, преработван в няколко пещи (пехци) и един самоков. Редица податки говорят, че леховци са отдавнашни преселници по тези места. Преди години се отличавали много от околното население по говор, облекло, нрави, обичаи и прочее. Съседите им ги смятали за потомци на преселени тук чужденци - рудари и металурзи. По думите на Васил Кънчов, посетил тези места през 1891 година: 
| „ | Жителите му се отличават твърде много от околните селяни. Говорят другояче. Носят дрехи, отлични от околните. Сичките имат светлоруси коси. Околното население често ги зема на подсмив и ги нарича леваци. Селяните говорят, че леховчани са пришелци в тия места, че ги бил довел някой си цар да копаят руди в Рупелскята планина. За вярване е, че са докарани от Полша или от Германия и са се побългарили. | “ |

Подобни са и сведенията на Атанас Шопов, публикувани през 1893 година. 
| „ | ...жителите на село Лехово, които и до днес се отличават, както по физиономията, тъй и по хитрост, от жителите на другите села. Те са повечето руси, когато мърваците са въообще чернооки. Казват, че тия преселенци били от полско произхождение. (Същото показва и названието на селото Лехово; лех значи поляк.) | “ |

Това е единственият случай в областта Мървашко, където в народната памет са останали спомени за преселение на чужденци-металурзи.
През XIX век Лехово е чисто българско село, спадащо към Демирхисарската каза на Серски санджак. В „Етнография на вилаетите Адрианопол, Монастир и Салоника“, издадена в Константинопол в 1878 година и отразяваща статистиката на населението от 1873 г., Ляхово (Liahovo) е посочено като село с 220 домакинства и 780 жители българи.
През 1891 година Георги Стрезов пише:
| „ | Лехово, 5 часа на С. от Валовища; равна поляна и хубава почва. В Лехово се обработва още памук, сусам. Църква „Св. Атанас“, в която се чете гръцки; 1 смесено училище с 45 ученика. 160 български къщи. | “ |

Според известната статистика на Васил Кънчов („Македония. Етнография и статистика“) в 1900 година в Лехово живеят 1250 българи-християни.
Селото активно участва в борбите за църковно-национална и просветна независимост. През 1870 година с активната помощ на местния първенец Тодор Оланов в Лехово се открива новобългарско училище. Добре уредено, то се превръща в просветен център за околните селища. За пръв български учител е назначен някой се даскал Георги.
През 1897 година в Лехово се разкрива класно училище. Местната българска община осигурява издръжката на двама учители. Общо в отделенията и в първи клас се записват да учат 70 деца.
Всички жители на селото са под върховенството на Българската екзархия. По данни на секретаря на екзархията Димитър Мишев („La Macédoine et sa Population Chrétienne“) в 1905 година в Ляхово (Liahovo) има 1680 българи екзархисти. В селото функционира 1 начално българско училище с 1 учител и 57 ученици.
В 1904/1905 година в българското училище в селото преподава Никола Николов.
В селото е организиран комитет на Вътрешната македоно-одринска революционна организация с председател Никола Хаджиев - Даскала и членове Димитър Шарков, Костадин Иванов Попов, Кръстьо Шаламанов, Стоян Гонгов и Стоян Попов. Според Кирил Николов Хаджиев под прякото ръководство на Никола Хаджиев, в различни къщи на селото - при Папа Стоян, при Костадин и Никола Балеви, при Никола Хаджиев, през 1903 година Пейо Яворов подготвя и издава 12-те броя на революционния вестник „Свобода или смърт“. Яворов живее у Хаджиев от февруари до Велкден, когато държи слово в църквата, след което се мести у Папа Стоян и остава до Гергьовден. На 21 април 1903 година в къщата на Хаджиев пристигат 6 четници, начело с Йонко Вапцаров. На другия ден заедно с Яворов и хектографа те тръгват към Ловчанския конгрес, водени от леховските куриери Андон Чингов и Костадин Гъсков. На път за Голешово попадат на войска и започват сражение. Гъсков бяга към Лехово и съобщава на комитета, който организира местните четници Тодор Тарагюлев, Костадин Спанювиков, Тодор Ангов Хаджиев и други, които заедно с намиращите се в Лехово четници на Яне Сандански Петър Витанов от Пиперица (шурей на Хаджиев), Стоян Барбарото също от Пиперица и дядо Божин от Петрово, фелдшер при Сандански, се намесват в сражението, а привечер пристига и четата на дядо Илия Кърчовалията и така четниците успяват да дочакат нощта и да се измъкнат от обкръжението.
През 1907 година в ръцете на турците попада Стоян Инджето, четник на Яне Сандански, който знае много неща за работата на леховския комитет. Революционните дейци се укриват в Дурковата пещера над селото, като скриват комитетския архив и парите на организацията в костницата на църквата, но Инджето не издава нищо. През същата година при хайка за комити е заловен Костадин Балев, който е пребит от бой и носен през Лехово с прекаран през пояса кол. Закаран е в Мелник, където е разпънат на кръст, закован с пирони, и умира. Брат му дядо Кольо Балев също е измъчван - забивани са му спици под ноктите и му са отскубнати мустаците. В отговор на тези зверства Леховският комитет убива сина на серския мюдюрин, участвал в разправата с Костадин и Кольо - залавят го по пътя за Петрово и го хвърлят в пещерата Харкомичката, дълбока 40 m. В село Ковачевица са наказани със смърт Тодор А. Хаджиев и Костадин Т. Спанювиков от село Лехово, четници на Сандански, изпълняващи специални задачи, тъй като околийският комитет в Крушево, под влияние на върховистите, дава сведения, че са нарушили устава.
При избухването на Балканската война в 1912 година двама души от Лехово са доброволци в Македоно-одринското опълчение.

### В Гърция
През Балканската война селото е освободено от части на Седма пехотна рилска дивизия на българската армия, но след Междусъюзническата война от 1913 година остава в пределите на Гърция. Свещеникът на Лехово, въпреки заповедта да чете на гръцки, продължава да води литургиите на български език.
Българското население на селото се изселва през 1913 година и основава на един километър северно на българска територия ново селище, което запазва старото си име Лехово. В 1927 година старото село е прекръстено на Красохори. Последните жители на селото, сред които са четирите деца на Стоян Манчев и Митра Стоянова, починали в Старо Лехово, - Костадин, Никола, Сотир и Иванка със своите семейства, преминават на българска територия през 1945 година, точно преди затварянето на границата. Така, селото остава напълно обезлюдено.

## Личности
Родени в Лехово
- Благой Хаджиев (1907 – 1950), български революционер, син на Никола Хаджиев, убит от комунистическия режим в България
- Димитър Ангелов (? – 1913), македоно-одрински опълченец, Огнестрелен парк на МОО, загинал на 7 юни 1913 година[21]
- Димитър Хаджиев, български революционер, емигрант в Австрия /Виена/, брат на Никола Хаджиев
- Елена (Хрисула) Велева Башлиев (1921 – ?), родена в Лехово, омъжена в Старо Лехово, ятачка на ЕАМ (1941 – 1945) и на партизаните (1946 – 1947), в 1947 година мъжът ѝ Вельо Иванов Башлиев става войник на ДАГ, а тя с децата бяга в България, в 1950 година е изпратена в Румъния, в 1955 година се връща в България и живее във Варна, авторка на спомени за Гражданската война[22]
- Кирил Хаджиев, български революционер, деец на ВМРО, син на Никола Хаджиев
- Костадин Попов, деец на ВМРО, убит от михайловисткото крило[23]
- Кръсто Янчев (1912 - 2004), македонист, емигрант в Австралия
- Никола Лутов (1850 – 1913), македоно-одрински опълченец, щаб на МОО, загинал на 29 май 1913[24]
- Никола Хаджиев (1882 – 1948), български революционер, серски деец на ВМОРО и ВМРО
- Стамат Иванов Башлиев (1910 - ?), участник в Гръцката гражданска война (1947 - 1949) на страната на ДАГ, член на ГКП от 1947, емигрант в Плевен, България от 1947 г., след което със съпругата си Елена Стаматова Башлиева (1919 - ?) живее във Варна, автор на спомени за Гражданската война в Гърция[22]
- Тодор Оланов (1817 – 1880), български възрожденски общественик
- Тодор Хаджиев (1906 – 1950), български революционер,  деец на ВМРО, син на Никола Хаджиев, убит от комунистическия режим в България [25]